# Antilophia
Genre
Antilophia est un genre d'oiseaux de la famille des Pipridae.

## Liste des espèces
Selon la classification de référence du Congrès ornithologique international (version 7.3, 2017) :
- Antilophia bokermanni Coelho & Silva, 1998
- Antilophia galeata (Lichtenstein, MHK, 1823)